# Frank Hadow
Patrick Francis "Frank" Hadow (24. januar 1855 i Regent's Park – 29. juni 1946 i Bridgwater) var en engelsk tennisspiller, som vandt Wimbledon-mesterskabet i 1878.
Hans far var Patrick Douglas Hadow, som var uddannet ved Harrow School og Balliol College Oxford University og blev bestyrelsesformand for P&O Shipping Company.
Frank Hadow gik på Harrow School ligesom seks af hans syv brødre, som var kendt som "the Harrow Hadows". Hadow repræsenterede Harrow School i racketball, og brødrene var kendt som udsøgte cricketspillere. Hadows ældste bror, Douglas Robert Hadow, døde under nedstigningen efter den første bestigning af Matterhorn i 1865.
Han var Wimbledon-mesteren med de højeste slag: han introducerede lobbet for at kunne slå Spencer Gore i herresinglefinalen i Wimbeldon-mesterskabet i 1878 med 7-5, 6-1, 9-7, og han spillede turneringen, mens han var på ferie fra sin kaffeplantage i Ceylon. Da han blev spurgt om han ville forsvare sin titel, skal Hadow efter sigende have sagt: "No sir. It's a sissy's game played with a soft ball." (dansk: "Nej, hr. Det er et tøsedrengsspil, der spilles med en blød bold.") Han forsvarede altså ikke sin titel og er derfor den eneste herresinglemester i turneringens historie, som aldrig har tabt et sæt. Han vendte tilbage til Wimbledon næsten et halvt århundrede senere for at modtage en erindringsmedalje fra Dronning Mary for at være den ældste levende mester.
Hadow var også en udsøgt storvildtsjæger, og jagede i Afrika i begyndelsen af det 20. århundrede.

## References
1. ↑  Fleming, Fergus (4. november 2000). "Cliffhanger at the top of the world". The Guardian. London. Arkiveret fra originalen 9. juni 2020. Hentet 2. maj 2010.
2. ↑  Motivational Speaker & Polar Explorer - Pen Hadow Explorer (Webside ikke længere tilgængelig)
3. ↑  "The All England Lawn Tennis and Croquet Club". Arkiveret fra originalen 27. maj 2012. Hentet 24. august 2011.